# Monumental Retro-Avant-Garde
Albums de Laibach
Gesamtkunstwerk – Dokument 81-86
(2011) Iron Sky (The Original Film Soundtrack)
(2012)
Monumental Retro-Avant-Garde - Live at Tate Modern / 14 April 2012 est un album de Laibach, sorti en 2012.

## Historique
Le 14 avril 2012, Laibach se produit dans le Turbine Hall du musée Tate Modern de Londres. Ce concert est retranscrit sur Monumental Retro-Avant-Garde. Ce double album contient 22 morceaux enregistrés pendant cette performance. Il est disponible sous la forme de 2 CD ainsi qu'au format numérique. 

## Liste des titres

### CD
| 1.  | Siemens                | 5:40 |
| 2.  | Zmagoslavje Volje      | 6:04 |
| 3.  | Boji                   | 5:12 |
| 4.  | Sredi Bojev            | 5:56 |
| 5.  | Mi Kujemo Bodočnost    | 7:51 |
| 6.  | Smrt Za Smrt           | 8:39 |
| 7.  | Brat Moj               | 5:23 |
| 8.  | Ti, Ki Izzivaš         | 6:12 |
| 9.  | Država                 | 5:34 |
| 10. | Leben - Tod            | 3:41 |
| 11. | Le Privilège Des Morts | 5:23 |

| 1.  | Across The Universe  | 4:51 |
| 2.  | B-Mashina            | 4:55 |
| 3.  | Under The Iron Sky   | 4:28 |
| 4.  | Tanz Mit Laibach     | 4:21 |
| 5.  | Alle Gegen Alle      | 4:01 |
| 6.  | Du Bist Unser        | 5:43 |
| 7.  | Warme Lederhaut      | 4:13 |
| 8.  | Love On The Beat     | 6:31 |
| 9.  | Leben Heisst Leben   | 4:28 |
| 10. | Geburt Einer Nation  | 4:26 |
| 11. | Ballad Of A Thin Man | 6:04 |

## Crédits

### Enregistrement et production
- Joe Adams - mixage
- Luka Jamnik - mixage
- Chris Phelps - assistant mixage
- MJ - assistant mixage
- Helen Atkinson - enregistrement
- Joe Adams - enregistrement
- Sašo Kotnik - ingénieur du son
- Matej Gobec- ingénieur du son
- Milan Fras - chant
- Mina Špiler - chant, clavier
- Srečko Bajda - synthétiseur, chant
- Luka Jamnik - clavier, synthétiseur, chant
- Sašo Vollmaier - clavier, chant
- Janez Gabrič - batterie
- Dan Landin - clarinette
- Robert Schilling - effets sonores

### Conception graphique
- Tomislav Gangl - conception graphique des projections
- Uroš Faganelj - éclairage
- Katja Ogrin - photographie
- Miro Majcen - photographie
- Eva Kosel - conception graphique

## Versions
| Type | Label                                  | Référence              | Année | Pays   |
| ---- | -------------------------------------- | ---------------------- | ----- | ------ |
| CD   | Mute Records, Abbey Road Live Here Now | CDLHN99, 5099963658323 | 2012  | Europe |